# Consolea
Consolea Lem., 1862 è un genere di piante della famiglia delle Cactacee, diffuso in Florida e nei Caraibi.
Il nome del genere è un omaggio al botanico italiano Michelangelo Console (1812 – 1897).

## Tassonomia
Comprende le seguenti specie:
- Consolea falcata (Ekman & Werderm.) F.M.Knuth
- Consolea macracantha (Griseb.) A.Berger
- Consolea moniliformis (L.) A.Berger
- Consolea picardae  (Urb.) Areces
- Consolea rubescens (Salm-Dyck ex DC.) Lem.
- Consolea spinosissima (Mill.) Lem.
- Consolea testudinis-crus (F.A.C.Weber) Mottram & Hoxey